# Сараван (провінція)
Сараван (також Салаван, лаос. ສາລະວັນ) — провінція (кванг) на півдні Лаосу. Провінція розташована на плато Боловен. Плато добре підходить для занять трекінгом, тут також можна покататися на слонах. На плато багато красивих водоспадів.
Також у провінції створена природоохоронна зона Phu Xieng Thong (площа до 1000 км²), на якій охороняється велика кількість диких тварин. У селах зберігся традиційний уклад життя, є плантації кави і чаю.

## Адміністративний поділ
Провінція розділена на такі райони:
- Кхонгседон (14-06)
- Лакхонепхенг (14-04)
- Лаонгарм (14-07)
- Сараван (14-01)
- Самуй (14-08)
- Таой (14-02)
- Тумларн (14-03)
- Вапі (14-05)